# Jiří Wolker

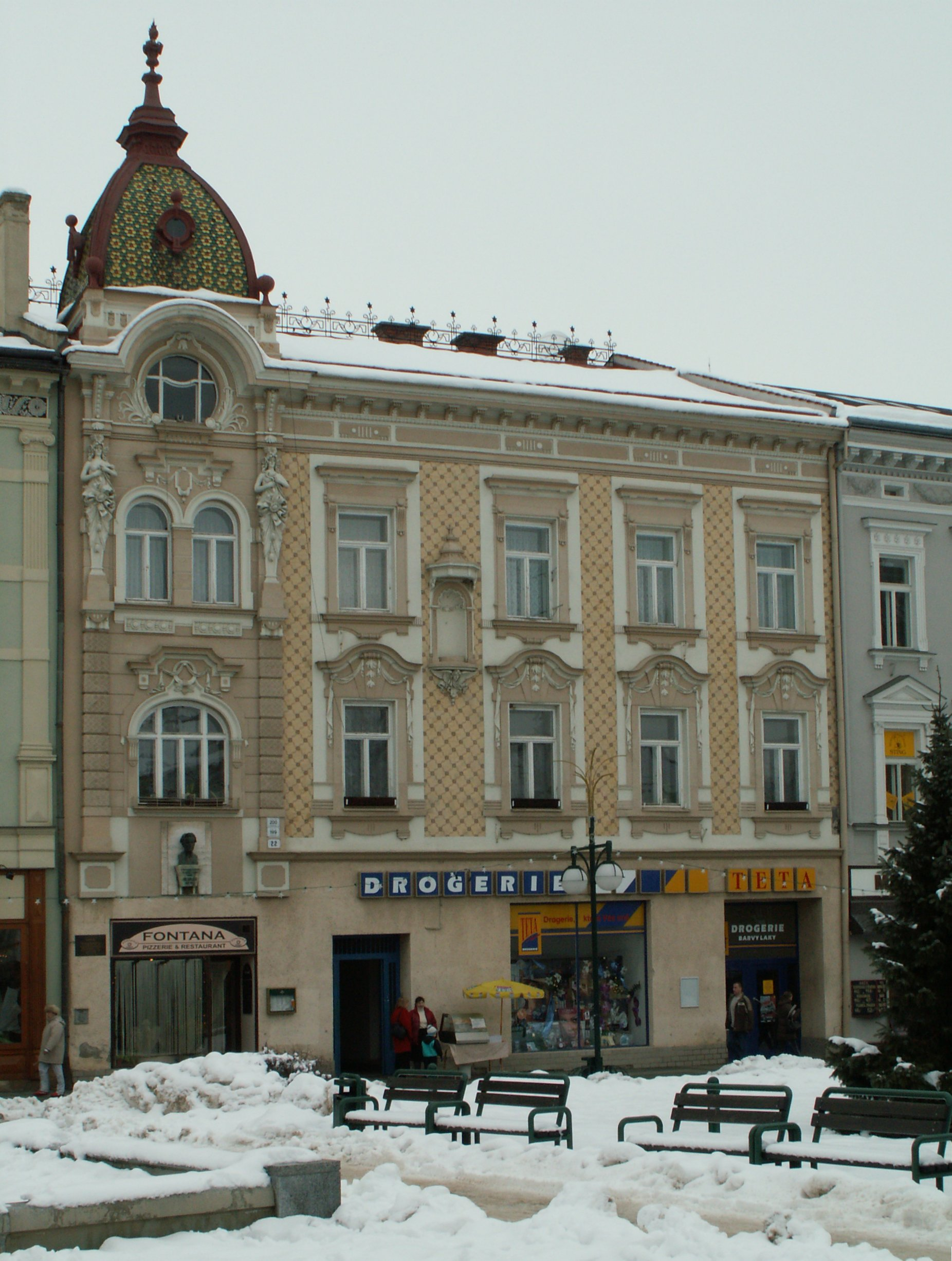
Lugar de nascimento de Jiří Wolker em Prostějov.

Jiří Wolker (Prostějově, 29 de março de 1900 - 3 de janeiro de 1924) foi um escritor checo (poeta, dramaturgo, autor de literatura juvenil, teórico da literatura, entre outras atividades artísticas e culturais), o principal nome da poesia proletária checo no período entreguerras, participando do Brnianskej Literárnej Skupiny (Grupo literário de Brno) e posteriormente do grupo de vanguarda artística Devětsil, quando foi estudar em Praga. 

## Biografia
Filho de um funcionário de banco e de uma mãe que o estimulou e percebeu seu talento para diversas artes, a poesia de Wolker é reconhecida não apenas por ter sido ele um jovem poeta talentoso morto prematuramente, mas também pela intensidade de sentimentos de amor à humanidade e à natureza, mesclando uma visão socialista à religiosa cristã. Tornou-se o símbolo de uma geração, expressando um forte desejo de justiça e transformação social radical. Foi a principal influência da poesia inicial de vários poetas vanguardistas em Praga e também em Brno, onde se davam as atividades do Devětsil, tais como Konstantin Biebl e, mesmo, Vítězslav Nezval.  
Sua atividade literária e cultural foi bastante intensa, apesar de publicar apenas três livros, publicando textos também em jornais, revistas, almanaques, como faziam todos os poetas e intelectuais do seu contexto. Isso explicaria, em parte, sua morte prematura, após um tratamento inútil de uma tuberculose em sua cidade natal. Pouco antes de sua morte abandona o grupo Devětsil, por discordar da influência e liderança de Nezval. 
Foi um dos fundadores do Partido Comunista da Tchecoslováquia. 

## Obra
Wolker foi, antes de tudo, um poeta e teórico da arte proletária. 
Estreou com a antologia "Hóspede em casa" (1921) , que realizou expressa uma relação de amor não só para as pessoas mas também para a natureza. O livro é uma expressão do ideal de um mundo harmonioso e encontra a beleza singela da vida cotidiana, com uso abundante da personificação e simbolismo religioso. 
Demonstra, em seguida, influência de Guillaume Apollinaire, trazendo memórias da infância no livro de um poema apenas Svatý Kopeček (Monte Santo - 1921), no qual o poeta nos transporta em um avião para uma viagem a sua visão de mundo socialista ( traçando paralelos entre o cristianismo e o comunismo). 
Wolker concluiu ainda e publicou os seus trabalhos para uma segunda antologia "Relógio pesado" (1922), exemplo que representa unicamente a poesia proletária. Mostra a evolução do autor de um desejo de harmonização da humanidade em geral para o coletivismo, e inclui ainda uma série de baladas épicas, das quais seriam encontradas outras que estavam em posse do autor quando de sua morte, as quais viriam a ter muita repercussão. 
É ainda autor de produções conhecidas em prosa curta, prosa infanto-juvenil e dramas de um ato.

## Obras

### Poesia
- Host do domu - 1921.
- Svatý kopeček - 1921.
- Těžká hodina - 1922 incluindo uma série de baladas épicas não publicadas na íntegra:

```
- Balada o očích topičových
- Balada o snu
- Balada o nenarozeném dítěti
- aj 
```

- Baladas épicas da mesma série não publicadas em livro:

```
- Balada o námořníkovi
- Balada z nemocnice
- U rentgen 
```

- Mladistvé práce veršem - publicação póstuma, em 1954.

### Prosa
- Polární záře - 1922, fragmento de romance.

### Drama
- Nemocnice
- Hrob
- Nejvyšší oběť